# Три ключа (фильм)
«Три ключа» (англ. Three) — фильм режиссёра Робби Хенсона.

## Сюжет
Маньяк по прозвищу «убийца» был разгневан нелестным отзывом в книге женщины-полицейского Дженнифер Петерс. В отместку он сыграл с ней в игру: дал 30 секунд на то, чтобы она попыталась спасти своего брата, запертого в заминированной машине. Брат погиб, Дженнифер ранена.
Прошло три месяца. И теперь маньяк преследует студента семинарии Кевина Парсона. Он взрывает его машину, потом будку, где жил пес, которого Кевин любил. И требует выполнения нескольких условий. Во-первых, никаких полицейских. А во-вторых, Кевин должен покаяться в том, что совершил. Помочь Кевину пытаются Дженнифер и подруга его детства Саманта Шир.
Выясняется, что, будучи подростком, Кевин конфликтовал с одним парнем, который угрожал его убить. Однажды Кевин запер своего недруга на заброшенном складе, откуда тот не должен был выйти.

## В ролях
| Актёр             | Роль              |
| ----------------- | ----------------- |
| Марк Блукас       | Кевин Парсон      |
| Джастин Уодделл   | Дженнифер Петерс  |
| Лаура Джордан     | Саманта Шир       |
| Присцилла Барнс   | Балинда Парсон    |
| Кевин Даунс       | Генри             |
| Билл Моусли       | Ричард Слейтер    |
| Макс Райан        | Милтон            |
| Шерман Огастас    | Детектив Билл     |
| Том Бауэр         | дядя Юджин Парсон |
| Джеффри Ли Холлис | Бобби Парсон      |